# Tubosaeta
Tubosaeta is een geslacht van schimmels behorend tot de familie Boletaceae. De typesoort is Tubosaeta brunneosetosa.

## Soorten
Het geslacht Tubosaeta bevat volgens de Index Fungorum de volgende zes soorten (peildatum december 2021):
| Soortnaam               | Auteur(s)                         | Publicatiejaar |
| ----------------------- | --------------------------------- | -------------- |
| Tubosaeta alveolata     | Heinem.                           | 1988           |
| Tubosaeta aureocystis   | M. Zang                           | 2001           |
| Tubosaeta brunneosetosa | (Singer) E. Horak                 | 1967           |
| Tubosaeta calocystis    | (Heinem. & Gooss.-Font.) E. Horak | 1967           |
| Tubosaeta goossensiae   | (Beeli) E. Horak                  | 1967           |
| Tubosaeta heterosetosa  | Heinem.                           | 1988           |